# Великий Рамил
Великий Рами́л (рос. Большой Рамыл) — присілок у складі Тугулимського міського округу Свердловської області.
Населення — 93 особи (2010, 167 у 2002).
Національний склад станом на 2002 рік: росіяни — 100 %.